# Potenza nominale
In ingegneria elettrica e in ingegneria meccanica la potenza nominale di un dispositivo è la massima potenza da esso generata o assorbita durante il funzionamento. Essa è tra le principali specifiche tecniche dei generatori e degli apparecchi elettrici nonché uno dei tipici dati di targa che caratterizzano le macchine elettriche. Può essere indicata mediante il simbolo {\displaystyle \scriptstyle P_{NOM}}, ma questa nomenclatura non è standard: è uno dei dati che deve essere definito dal costruttore seguendo opportune normative, ad esempio la norma CEI EN 60034-1/A1.

## Potenza nominale di un generatore elettrico
Per un generatore elettrico, la potenza nominale è definita dal prodotto del valore efficace della corrente nominale erogata al carico elettrico per il valore efficace della tensione nominale sul carico
{\displaystyle P_{NOM}=V_{eff}\cdot I_{eff}<1} 
dove
- {\displaystyle \scriptstyle V_{eff}} è il Valore efficace della tensione nominale sul carico
- {\displaystyle \scriptstyle I_{eff}} è il Valore efficace della corrente nominale sul carico del secondario

Normalmente per questa potenza si assume negativa, siccome il verso della corrente elettrica che circola all'interno di un generatore è di segno opposto rispetto a quella che circola all'interno di un resistore, che sappiamo assorbire potenza

## Potenza nominale di un trasformatore
La potenza nominale, in un trasformatore, è rappresentata dal prodotto della tensione nominale all'avvolgimento secondario per la corrente nominale relativa allo stesso avvolgimento:
{\displaystyle P_{NOM}=V_{eff}\cdot I_{eff}}
dove:
- {\displaystyle \scriptstyle V_{eff}} è il valore efficace della tensione nominale del secondario
- {\displaystyle \scriptstyle I_{eff}} è il valore efficace della corrente nominale del secondario

Si tratta evidentemente di una potenza apparente. Nel caso il trasformatore abbia più di un avvolgimento secondario (oppure sia a prese multiple ), la potenza nominale è la somma dei prodotti delle tensioni nominali per le relative correnti secondarie nominali in ognuno dei diversi circuiti che possono essere caricati contemporaneamente. Per quanto riguarda le macchine elettriche
{\displaystyle P_{NOM}=\sum _{i}V_{eff_{i}}\cdot I_{eff_{i}}}
dove:
- {\displaystyle \scriptstyle V_{eff_{i}}} è il valore efficace della tensione nominale del secondario i-esimo
- {\displaystyle \scriptstyle I_{eff_{i}}} è il valore efficace della corrente nominale del secondario i-esimo
- {\displaystyle \sum }  è l'operatore sommatoria degli avvolgimenti secondari su tutti i circuiti